# Severino Saltarelli
Severino Saltarelli (Minturno, 2 marzo 1947 – Roma, 26 settembre 2020) è stato un attore italiano.

## Biografia
Da Minturno, dov'era vissuto, si trasferì a Roma dopo il servizio militare. Frequentò la scuola di recitazione di Alessandro Fersen. Cominciò con un lavoro sotto la direzione di Ruggero Jacobbi, poi si impegnò in molte opere letterarie e teatrali, facendo piccole tournée per l'Italia. Nel cinema e televisione collaborò con Aldo Lado, Lino Del Fra, Giuseppe Ferrara, Giovanni Fago, Giuseppe Tornatore e molti altri.
Nel cinema iniziò con ruoli di cattivo, ma i caratteri interpretati successivamente furono i più diversi.
Nel 1978 aveva fondato la Compagnia "Teatro Individuazione" (intesa nel senso junghiano), e con la collaborazione di Simona Volpi, Ugo Margio, Dino Lombardo e Giovanna Benedetto (questi ultimi di  Compagnia Scenaperta di Roma), produsse vari spettacoli. Questo rapporto con le istituzioni teatrali si chiuse nel 1988.
Dal 1990 fu lettore, su richiesta degli stessi poeti, in varie occasioni: per Silvano Agosti, Alda Merini, Maria Luisa Spaziani, Gianni Toti, Cesare Milanese, Maria Jatosti, Ricky Farina e molti altri.
Importante l'incontro con il maestro Carlo Carlei, che lo scelse per il film La corsa dell'innocente, Padre Pio, Ferrari, L'aviatore - Fuga per la libertà e nel film sulla prima guerra mondiale Il confine (2015). Nel 2020 terminò questa collaborazione con la serie tv La fuggitiva.
Saltarelli è morto a Roma, il 26 settembre 2020, a causa di una malattia.

## Filmografia parziale

### Cinema
- L'ultima volta, regia di Aldo Lado (1976)
- Antonio Gramsci - I giorni del carcere, regia di Lino Del Fra (1977)
- Panagulis vive, regia di Giuseppe Ferrara (1980) - versione per il cinema
- La vera storia della rivoluzione francese (Liberté, égalité, choucroute), regia di Jean Yanne (1985)
- Il camorrista, regia di Giuseppe Tornatore (1985)
- Aurelia, regia di Giorgio Molteni (1986)
- Uova di garofano, regia di Silvano Agosti (1991)
- Carillon, regia di Ciriaco Tiso (1992)
- La corsa dell'innocente, regia di Carlo Carlei (1992)
- L'uomo proiettile, regia di Silvano Agosti (1995)
- Nelle tue mani, regia di Peter Del Monte (2007)
- Mala Tempora, regia di Stefano Amadio (2008)

### Televisione
- Don Luigi Sturzo, regia di Giovanni Fago (1981)
- Panagulis vive, regia di Giuseppe Ferrara, 4 episodi, dal 7 al 18 aprile 1982.
- Attentato al Papa, regia di Giuseppe Fina (1986)
- ...Se non avessi l'amore, regia di Leandro Castellani (1991)
- Trenta righe per un delitto, regia di Lodovico Gasparini (1997)
- Padre Pio, regia di Carlo Carlei (2000)
- Ferrari, regia di Carlo Carlei (2003)
- Fuga per la libertà - L'aviatore, regia di Carlo Carlei (2008)
- La guerra è finita, regia di Lodovico Gasparini (2002)
- Il confine - miniserie TV, regia di Carlo Carlei (2018)
- La fuggitiva - miniserie TV, regia di Carlo Carlei, episodio 1x01 (2021)

### Cortometraggi
- Sonetti dal sottosuolo, regia di Ricky Farina (2014)
- La voce recitante, regia di Ricky Farina (2014)
- Severino Saltarelli, la felicità inquieta, regia di Ricky Farina (2017)
- Severino regia di Ricky Farina (2017)
- Kantipur e Severino, regia di Ricky Farina (2017)
- Un magnifico attore, regia di Ricky Farina (2017)
- Una poesia per Severino, regia di Ricky Farina (2019)

## Pubblicità
- Ford, Birra Carling, Findus

## Teatro
- Riccardo III: identificazione interrotta regia di Severino Saltarelli (1976)
- Lautreamont rappresenta i Canti di Maldoror regia di Pippo Di Marca (1975)
- Salomè abstraction regia di Pippo Di Marca (1974)
- Miles gloriosus regia di Ferdinando Lauretani 1977
- Amleto o le intuizioni del dubbio regia di Severino Saltarelli (1980)
- Hop-Frog regia di Ugo Margio (1981)
- Fu o non fu Mattia Pascal regia di Ugo Margio (1982)
- Woyzeck regia di Ugo Margio (1983)
- Ma ciò che amo di più al mondo... regia di Ugo Margio (1983)
- Ettore Majorana regia di Dino Lombardo (1978)
- L'uomo dal fiore in bocca regia di Dino Lombardo (1981)
- Serata Valery regia di Pippo Di Marca (1990)
- Doppia morte di J.W. Booth a cura di Simona Volpi (1987)
- Idillio a Roma regia di Ugo Margio (1987)
- Autopia di Marco Palladini a cura di Pippo Di Marca (1994)
- Così parlò Zarathustra da Nietzsche, a cura di Pippo Di Marca (1994)
- Da Parmenide di Cesare Milanese a cura di Pippo Di Marca (1994)
- Studi su Duelli regia di Pippo Di Marca (1996)
- La tana regia di Pippo Di Marca (1996)
- Shakespeare jazz and blues voce recitante, produzione Metateatro (1997)
- Armageddon regia di Dino Lombardo (1986)
- Storie d'impresari, primedonne... nel teatro alla moda da Le convenienze ed inconvenienze teatrali di Simon Sografi, regia di Dino Lombardo (1978)
- Una via d'uscita da Franz Kafka, regia di Ugo Margio (1982)
- The deformed Transformed di George Gordon Byron, a cura e con Simona Volpi (1988)
- Mi affumicheranno l'intuizione spettacolo ideato da Severino Saltarelli (1984)
- Bersagli regia di Pippo Di Marca (1997)
- Il pasto dei ciechi da La tempesta di William Shakespeare, regia di Pippo Di Marca (1996)
- Ballata del Futuremoto (o le visioni di un chaosmunista) di Marco Palladini, regia di Marco Palladini (2009)

## Radio
- La macchina infernale di Jean Cocteau, regia di Ugo Margio, Radio Rai 3 (2004)
- Il guerriero, l'amazzone, lo spirito della poesia nel verso immortale del Foscolo di Carlo Emilio Gadda, regia di Pippo Di Marca, Radio Rai 3 (2006)
- Empetir da Empedocle tiranno di Maurizio Grande, regia di Ugo Margio, Radio Rai 3 (2006)
- Diavoli da I diavoli di Lodun di John Whiting, regia di Ugo Margio, Radio Rai 3 (2002)
- Il Graal di Simona Volpi, regia di Ugo Margio, Radio Rai 2 (2005)
- Meteora da Friedrich Dürrenmatt, regia di Ugo Margio, Radio Rai 3 (2005)
- Ai gatti da Agustín Gomez-Arcos, regia di Ugo Margio, Radio Rai 3 (2007)
- Parusìa - La rivelazione di Ugo Margio e Simona Volpi, regia di Ugo Margio, Radio Rai 3 (2009)

## Premi
- Premio Colosseum come miglior attor giovane per Riccardo III: identificazione interrotta 1978